# Conifaber yasi
Conifaber yasi är en spindelart som beskrevs av Cristian J. Grismado 2004. Conifaber yasi ingår i släktet Conifaber och familjen krusnätsspindlar. Inga underarter finns listade i Catalogue of Life.